# Thomas Lemagner
Thomas Lemagner (6 de febrero de 2006) es un deportista francés que compite en escalada. En los Juegos Europeos de Cracovia 2023 consiguió una medalla de oro en la prueba de bloques.

## Palmarés internacional
| Juegos Europeos | Juegos Europeos  | Juegos Europeos | Juegos Europeos |
| Año             | Lugar            | Medalla         | Prueba          |
| --------------- | ---------------- | --------------- | --------------- |
| 2023            | Tarnów (Polonia) | Medalla de oro  | Bloques         |